# Jogos Sul-Asiáticos de 1987
Os Jogos Sul-Asiáticos de 1987 foram a terceira edição do evento multiesportivo, realizado em Calcutá, na Índia. Esta edição teve como mascote um risonho tigre vestido como um lutador.

## Países participantes
Sete países participaram do evento:
- Bangladesh
- Butão
- Índia
- Maldivas
- Nepal
- Paquistão
- Sri Lanka

## Quadro de medalhas
País sede destacado.
| Ordem | País       | Medalha de ouro | Medalha de prata | Medalha de bronze |     |
| ----- | ---------- | --------------- | ---------------- | ----------------- | --- |
| 1     | Índia      | 91              | 45               | 19                | 155 |
| 2     | Paquistão  | 16              | 39               | 14                | 69  |
| 3     | Sri Lanka  | 4               | 7                | 23                | 34  |
| 4     | Bangladesh | 3               | 20               | 31                | 54  |
| 5     | Nepal      | 2               | 7                | 33                | 42  |
| 6     | Butão      |                 | 1                | 5                 | 6   |
| TOTAL | TOTAL      | 116             | 119              | 125               | 360 |